# Begga van Herstal
De heilige Begga van Herstal, ook Begga van Landen of van Andenne (± 620 - Andenne, 17 december 693) was een Frankische edelvrouw, dochter van hofmeier Pepijn van Landen en de ook heilig verklaarde katholieke kloosterlinge Ida van Nijvel. De Collegiale kerk Sint-Begga te Andenne is aan haar toegewijd. In deze kerk bevindt zich (in de Sint-Beggakapel, links van het koor) een 12de-eeuws funerair monument in zwart marmer dat "Het graf van Begga" genoemd wordt. Daarboven staat de zogenaamde "Tafel van Begga" waar bovennatuurlijke eigenschappen aan zijn toegeschreven. Een relikwie van Begga wordt bewaard in de Sint-Amanduskerk te Wezeren in Vlaams-Brabant.

## Familie
Begga werd omstreeks 620 geboren als dochter, enerzijds van Pepijn van Landen, hofmeier van Austrasië, stamvader van de Pepiniden en katholieke zalige, en anderzijds van diens vrouw Ida, beter bekend als de heilige Ida van Nijvel. Begga was de zuster van Grimoald -die zijn vader opvolgde als hofmeier- en van de heilige Gertrudis.
Begga huwde omstreeks 643 met Ansegisel, een hofmeier die 19 jaar later werd vermoord. Deze laatste was een familielid van bisschop Arnulf van Metz en van diens vrouw Doda van Metz. Zowel Arnulf als Doda werden heilig verklaard. Uit het huwelijk tussen Begga en Ansegisus werden verscheidene kinderen geboren. Er heerst echter onzekerheid over sommige mogelijke kinderen.
Met zekerheid stammen de volgende kinderen uit dit huwelijk:
- Pepijn van Herstal (ca. 645 - 714), de latere stichter van het Karolingische rijk (zoon van Begga).
- Clothildis van Herstal (ca. 650 - 692), die huwde met koning Theuderik III van Bourgondië en heilig werd verklaard.

Het is overduidelijk dat verscheidene van Begga's verwanten, op een bepaald tijdstip in hun leven, zich ten dienste stelden van de katholieke Kerk en sommigen zelfs heilig werden verklaard.

## Galerij

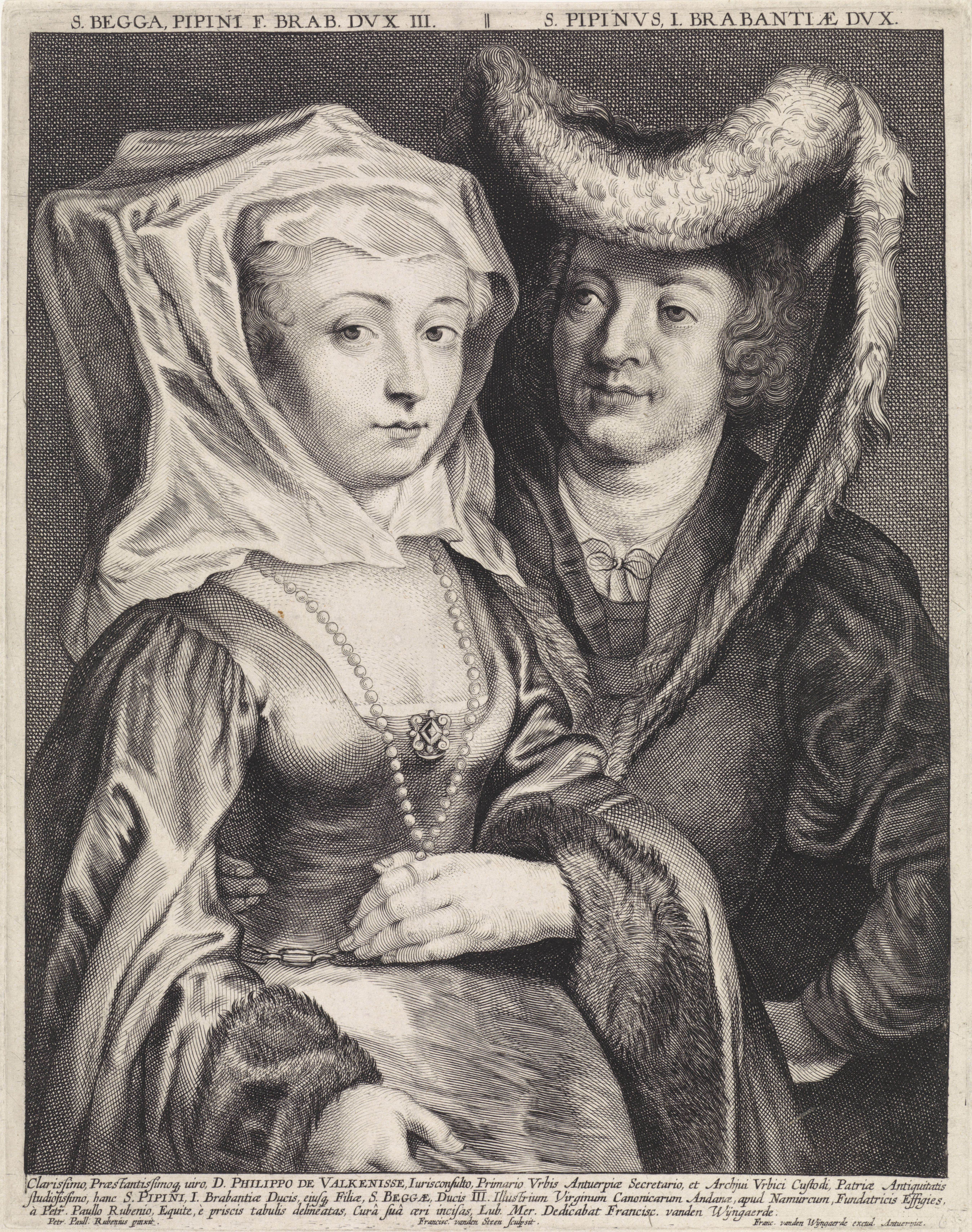
Pepijn van Landen en zijn dochter Begga (gravure Franciscus van der Steen)
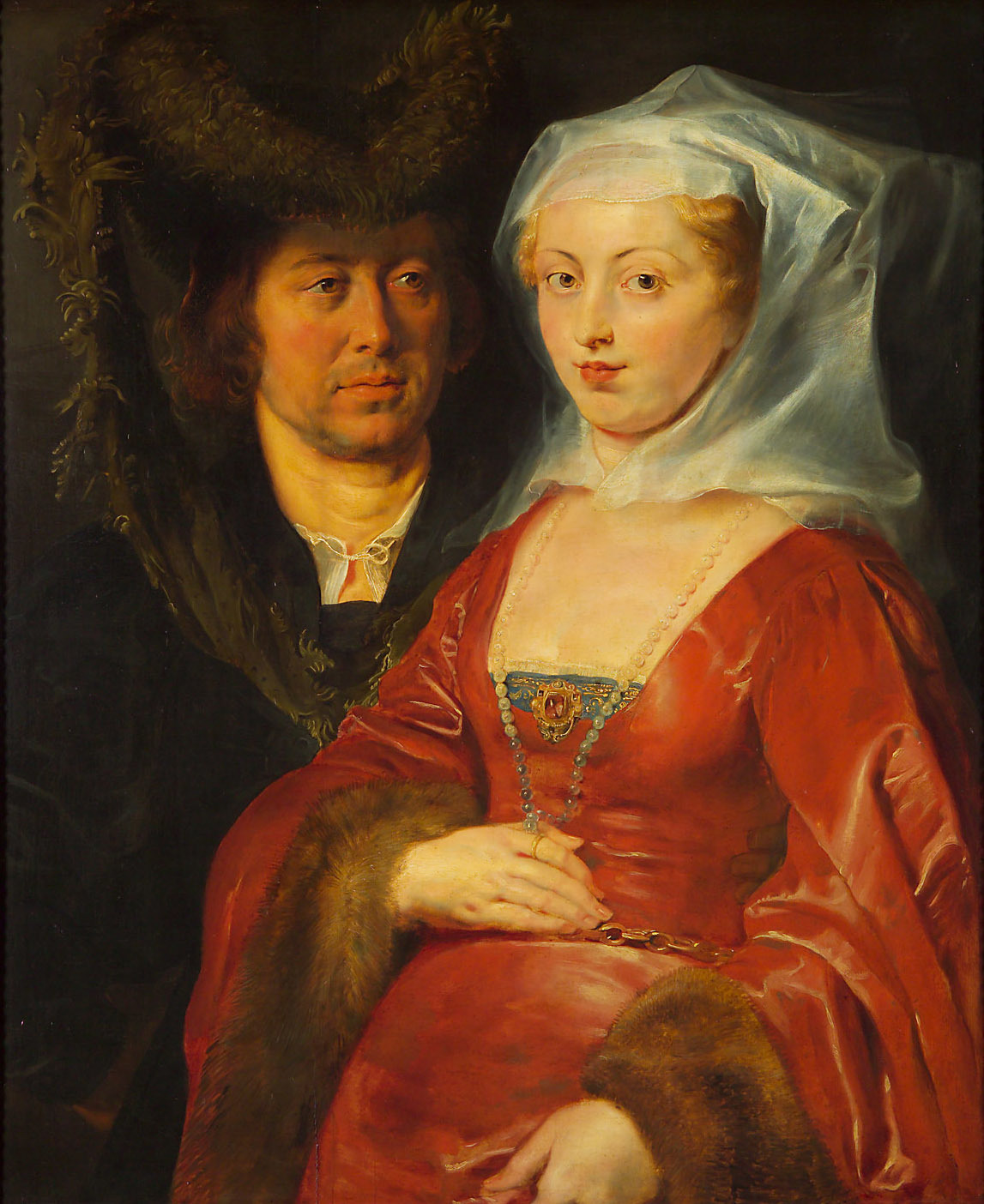
Begga en haar echtgenoot Ansegisus, geschilderd door Peter Paul Rubens (Kunsthistorisch Museum Wenen), circa 1612-1615
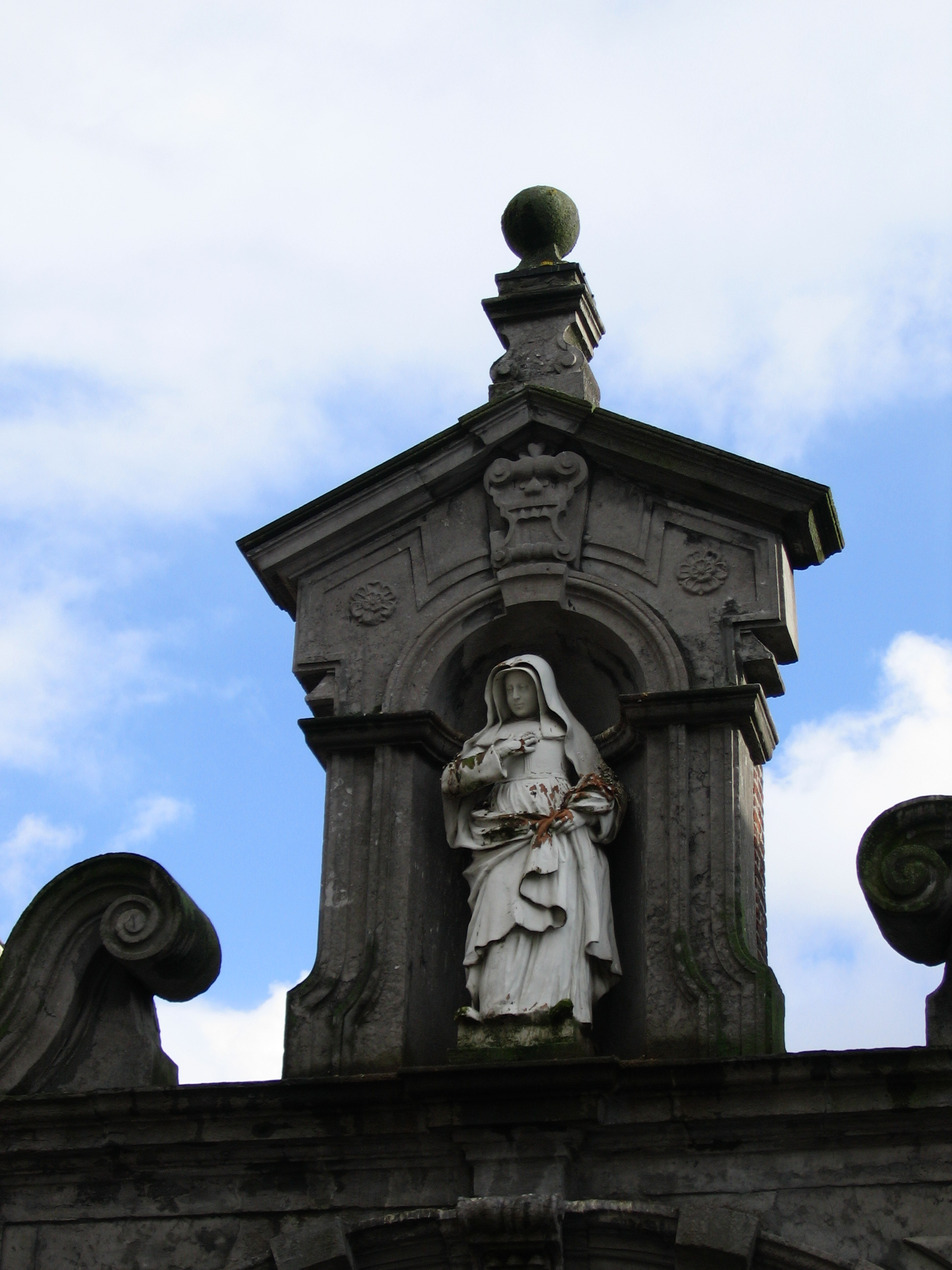
Beeld van Begga op de ingangspoort van het Lierse begijnhof
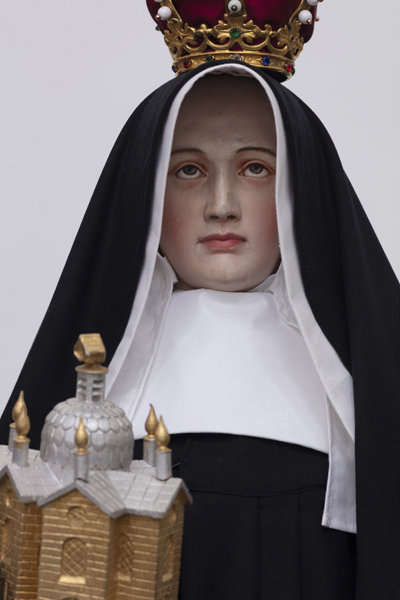
Begga (processiebeeld, Begijnhofkerk Hoogstraten)

## Religieus leven
Na de dood van haar man en nadat een groot deel van haar mannelijke familieleden tijdens een mislukte staatsgreep in 662 was omgekomen, werd Begga erfgename van het uitgestrekte familiebezit in het Maasdal. Als weduwe maakte ze een pelgrimstocht naar Rome en deed daar de gelofte om een klooster en zeven kerken te stichten. Pas nadat haar zoon Pepijn in 691 zijn politieke positie en zijn bezit veilig had gesteld, stichtte zij een klooster in Andenne, bevolkte het met nonnen uit Nijvel en werd er de eerste abdis. Begga stierf in Andenne, waarschijnlijk op 17 december 693.

## Patroon- en beschermheilige
De heilige Begga is de patrones van stotteraars, van mensen met botbreuken, en later ook van de begijnen. Zij wordt aangeroepen tegen reuma. Het Walcherse dorpje Biggekerke is waarschijnlijk naar haar vernoemd.

### Begijnen
Begga had aanvankelijk niets met de begijnen vandoen, want begijnen kregen hun naam pas zo'n 600 jaar later, maar wordt vanwege de naamsovereenkomst toch vaak als begijn met kap en gevouwen handen voorgesteld.